# 第3山地师 (德国国防军)
第3山地师（德語：3. Gebirgs-Division）是二战期间德国国防军的一支部队。它是1938年德奥合并后由奥地利陆军第5和第7师创建。

## 历史
该师作为南方集团军群的一部分参加了1939年入侵波兰的战役，但在战役结束前被调往西墙驻防。1940年，它加入了对挪威的入侵，最著名战役的是师长爱德华·迪特尔将军指挥的第139山地团占领北极不冻港纳尔维克。盟军短暂地夺回了这座城镇，但在法国战役后将其让给了德国人。
1941年，该师进入拉普兰参加銀狐作戰，这是巴巴罗萨行动的一部分，以及对苏联北极地区的攻击，但行动未能占领摩尔曼斯克。该师于年底撤回德国进行休整，但留下第139山地步兵团独立作战。休整后，该师于1942年返回挪威担任预备队。然后它被转移到东线，作为列宁格勒附近北方集团军群的预备队。1942年11月，它被派往苏军包围大卢基的前线，然后转移到遥远的南部，以参与救援斯大林格勒。它在南方加入了剩余的战争，随着前线撤退到乌克兰、匈牙利、斯洛伐克，并最终在战争结束时在西里西亚向苏联投降。
1945年1月1日，第3山地师（当时隶属于A集团军群）共有有9,805人（p. 504）。